# مسجد حاج صمد خان
مسجد حاج صمدخان مربوط به اواخر دوره قاجار است و در رشت، خیابان سعدی، کوی باقرآباد، پلاک ۲۹ واقع شده و این اثر در تاریخ ۲۳ مرداد ۱۳۷۸ با شمارهٔ ثبت ۲۳۶۴ به‌عنوان یکی از آثار ملی ایران به ثبت رسیده‌است.
مسجد حاج صمدخان در سال ۱۳۳۴ هجری قمری به دست حاج صمدخان تاجرباشی شیروانی در زیربنای ۴۵۰ مترمربع ساخته شده و دومین مسجد تاریخی و چهارمین مکان تاریخی رشت است.
محراب ۲۴ مترمربعی مسجد دارای گچ بری‌های استادانه‌ای است و دو کتیبه روی آن کار شده که در کتیبه سمت راست موقوفات مسجد و در کتیبه سمت چپ شعری در نیایش خداوند نوشته شده‌است.
چهار ستون پنج متری با سرستون‌ها و گنبد گچ بری شده از دیگر زیبایی‌های تاریخی مسجد حاج صمدخان رشت است.
منبر مسجد به دست حاج بابا ولد کربلایی و علی نقی بادکوبه‌ای در سال ۱۳۳۵ هجری قمری ساخته و در آن هیچ میخ و پیچ فلزی به کار نرفته‌است.
یک منبر دیگر اثر همین استادکار در حرم علی بن ابی طالب وجود دارد.
مسجد حاج صمدخان در سال ۱۳۸۸ و با استفاده از کمک‌های مردمی بازسازی شد.

تصویری از حاج صمدخان تاجرباشی شیروانی
تصویری از صحن مسجد حاج صمد خان پس از باز سازی